# Lieto
Lieto (/ˈlieto/), hay Lundo trong tiếng Thụy Điển, là một đô thị của Phần Lan.
Vị trí ở tỉnh của Tây Phần Lan thuộc vùng Tây Nam Phần Lan. Đô thị này có dân số 15.600 người (ngày 31 tháng 12 năm 2007) và diện tích 200.46 km² trong đó có 1,27 km² là diện tích mặt nước. Mật độ dân số là 74 người trên mỗi km².
Dân đô thị này chỉ sử dụng tiếng Phần Lan
Lieto có nhà thờ xây thời Trung cổ St. Peter nằm gần trung tâm thành phố.